# Ли Тхэён
Ли Тхэён (кор. 이태용?, 李泰容?; род. 1 июля 1995, Сеул) — южнокорейский певец, рэпер, танцор и автор песен. Является участником бой-бэнда NCT. В 2016 году дебютировал в первом юните группы NCT U, позже в июле того же года дебютировал во втором юните NCT 127. Так же является участником супергруппы SuperM. Дебютирует сольно 5 июня 2023 года с мини-альбомом Shalala. 
Тхэён написал более 30 песен на нескольких языках, исполненных в основном юнитами NCT.
Первый авторский сольный сингл Тхэёна «Long Flight» был выпущен 18 июля 2019 года через проект SM Station.
8 августа 2019 года было объявлено, что Тхэён стал участником группы SuperM, созданной SM Entertainment в сотрудничестве с Capitol Records.

## Биография

### Ранняя жизнь
Ли Тхэён родился 1 июля 1995 года в Сеуле. Окончил школу исполнительских искусств Сеула.

### 2012—2016: Пре-дебют и начинание в карьере
В 2012 году возрасте 18 лет он был найден представителем SM Entertainment и присоединился к компании после успешного прохождения прослушивания, спев государственный гимн. Он был представлен как участник SM Rookies, в декабре 2013 года. После дебюта он занял позиции главного рэпера и главного танцора, несмотря на отсутствие опыта в танце до начала обучения.
В 2014 году на YouTube-канале SMTown было опубликовано видео, на котором Тхэён исполняет фрагмент своей песни «Open The Door». Позже в том же году Тхэён появился в песне Red Velvet «Be Natural». Он был зачислен в обоих выпусках как «SR14B Taeyong».

### 2016—2018: Дебют в NCT, NCT U, NCT 127 и авторство в написании песен

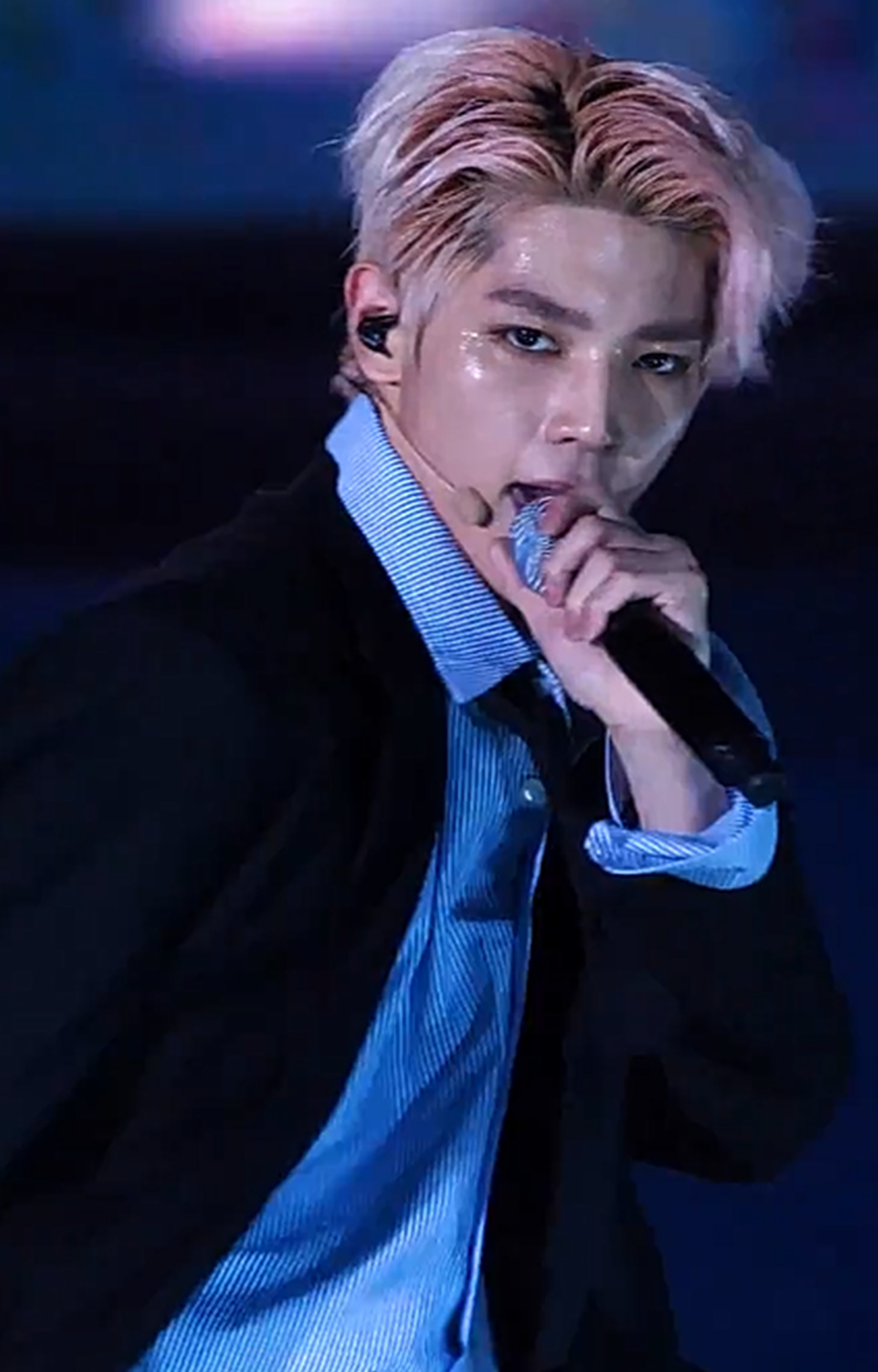
Тхэён в 2017 году

В апреле 2016 года Тхэён дебютировал в составе NCT U с песней «The 7th Sense», которая также стала первым релизом NCT в целом. В июле того же года он дебютировал в качестве участника и лидера NCT 127 с их первым мини-альбомом NCT #127, для которого он написал 2 песни, в том числе заглавный сингл «Fire Truck».
В январе 2017 года NCT 127 вернулись с мини-альбомом Limitless. Тхэён участвовал в написании четырёх песен для альбома, с песней «Baby Don’t Like It», отмечающей первый раз, когда он был зачислен в качестве композитора. В июне группа выпустила свой третий мини-альбом, Cherry Bomb. Все песни в альбоме, кроме одной, были написаны в соавторстве с Тхэёном. Заглавный трек «Cherry Bomb» позже был назван одной из лучших K-pop песен года по мнению Billboard и Idolator.
В 2017 году Тхэён участвовал в двух совместных проектах с другими артистами SM Entertainment. «Around», экспериментальная песня, спродюсированная Hitchhiker, была выпущена с сопровождающим музыкальным видео в мае, через проект SM Station. Ли также работал с певцом и продюсером Ю Ён Чжином над рок-балладой «Cure», которая была выпущена в августе 2017 года, также через SM Station.
В марте 2018 года NCT выпустили свой первый студийный альбом в рамках масштабного проекта, объединяющего все его подгруппы — NCT 2018 Empathy. Он участвовал в написании пяти песен для альбома. NCT 127 дебютировали в Японии с мини-альбомом Chain в мае 2018 года. Альбом занял второе место в чарте альбомов Oricon.
Тхэён совместно написал четыре песни для первого полноформатного альбома NCT 127, Regular-Irregular, включая заглавный сингл «Regular». Песня была первоначально выпущена на двух языках: английском и корейском, но позже также послужила дебютным синглом китайского юнита WayV.

### 2019—2023: Сольная деятельность и дебют в SuperM
В апреле 2019 года NCT 127 выпустили свой первый полноформатный японский альбом Awaken, для которого Тхэён в соавторстве написал песню «Lips».
В июле Тхэён выпустил свою первую сольную песню «Long Flight», которую он написал. Трек послужил финалом 3 сезона проекта SM Station.
8 августа Тхэён был представлен как участник группы SuperM, созданной SM Entertainment в сотрудничестве с Capitol Records. Дебют состоялся 4 октября и вся деятельность группы направлена на американский рынок.
Тхэён и Punch выпустили саундтрек для дорамы «Отель дель Луна», телевизионного сериала с участием IU и Ё Чжин-Гу. Релиз под названием «Love del Luna» является тринадцатой (и заключительной) частью саундтрека.
В ноябре 2019 года Тхэён принял учустие в сингле Marteen «Mood».
В марте 2020 года NCT 127 выпустили свой второй студийный альбом Neo Zone. Тхэён участвовал в написании трех песен для альбома в соавторстве.
В сентябре 2020 года SuperM выпустили свой первый полноформатный альбом Super One, для которого Тхэен в соавторстве написал песню «Together At Home». В том же месяце был объявлен второй крупномасштабный проект NCT, объединяющий все его подгруппы, NCT 2020: Resonance, и Тхэен был утвержден в качестве общего лидера группы.
15 марта 2021 года Тхэен открыл свой собственный аккаунт в SoundCloud и выпустил новый демо-сингл «Dark Clouds» и его ремикс. Он выпустил ещё несколько демо-синглов, таких как «GTA1» и «GTA2», «Blue», «Monroe» (с участием Бэкхёна из Exo), «Rose» (с участием Сыльги из Red Velvet) и «Swimming Pool».
11 марта 2022 года было объявлено, что Тхэен примет участие в песне Суран «Diamond» из ее предстоящего мини-альбома Flyin' Part 1. Позже Тхэен объявил об открытии своего YouTube-канала TY Track 14 марта и выпустил видеоклип на свою новую песню «Lonely», с участием Суран на следующий день. 14 апреля Тхэен выпустил сингл «Love Theory» в сотрудничестве с Wonstein на лейбле SM Station. 28 апреля было объявлено, что Тхэен станет ведущим предстоящего танцевального шоу Mnet Any Body Can Dance, где он воссоединится с лидерами Street Woman Fighter. 2 июня он опубликовал на своем канале YouTube второе видео с выступлением на свою новую песню «Ghost».
5 июня 2023 года дебютирует сольно с мини-альбомом Shalala.

## Дискография
| Название                                                                         | Год                | Пиковые позиции    | Пиковые позиции    | Продажи            | Альбом                            |
| Название                                                                         | Год                | KOR                | US World           | Продажи            | Альбом                            |
| Как ведущий артист                                                               | Как ведущий артист | Как ведущий артист | Как ведущий артист | Как ведущий артист | Как ведущий артист                |
| -------------------------------------------------------------------------------- | ------------------ | ------------------ | ------------------ | ------------------ | --------------------------------- |
| «Around» (вместе с Hitchhiker)                                                   | 2017               | —                  | —                  | н/д                | Non album single                  |
| «Cure» (함께), (вместе с Yoo Young-jin)                                          | 2017               | —                  | —                  | н/д                | Non album single                  |
| «Long Flight»                                                                    | 2019               | —                  | 6                  | н/д                | Non album single                  |
| Как приглашённый артист                                                          |                    |                    |                    |                    |                                   |
| «Be Natural» (Red Velvet вместе с Тхэёном                                        | 2014               | 33                 | 6                  | - KOR: 65,820+     | non album single                  |
| «Time» (Hitchhiker вместе с Санни, Хёён и Тхэёном)                               | 2018               | —                  | —                  | н/д                | non album single                  |
| Промосинглы                                                                      |                    |                    |                    |                    |                                   |
| «Open the Door»                                                                  | 2014               | —                  | —                  | н/д                | Non album single                  |
| Коллаборации                                                                     |                    |                    |                    |                    |                                   |
| «City Lights» (夜話) (U-Know вместе с Тхэёном)                                   | 2018               | —                  | —                  | н/д                | New Chapter #2: The Truth of Love |
| Саунтреки                                                                        |                    |                    |                    |                    |                                   |
| «Stay in my Life» вместе с Тэилем и Доёном)                                      | 2017               | —                  | —                  | н/д                | School 2017 OST Part 4            |
| «—» выпуски, которые не появлялись в чартах или не были выпущены в этом регионе. |                    |                    |                    |                    |                                   |

### Авторство в написании песен
| Год  | Артист  | Альбом            | Песня                            |
| ---- | ------- | ----------------- | -------------------------------- |
| 2014 | Тхэён   | Сингл вне альбома | «Open the Door»                  |
| 2016 | NCT U   | NCT 2018 Empathy  | «The 7th Sense (일곱 번째 감각)» |
| 2016 | NCT 127 | NCT #127          | «Fire Truck (소방차)»            |
| 2016 | NCT 127 | NCT #127          | «Mad City»                       |
| 2017 | NCT 127 | Limitless         | «Baby Don’t Like It (나쁜 짓)»   |
| 2017 | NCT 127 | Limitless         | «Angel»                          |
| 2017 | NCT 127 | Limitless         | «Back 2 U (AM 01:27)»            |
| 2017 | NCT 127 | Limitless         | «Good Thing»                     |
| 2017 | NCT 127 | Cherry Bomb       | «Cherry Bomb»                    |
| 2017 | NCT 127 | Cherry Bomb       | «Summer 127»                     |
| 2017 | NCT 127 | Cherry Bomb       | «Whiplash»                       |
| 2017 | NCT 127 | Cherry Bomb       | «Running 2 U»                    |
| 2017 | NCT 127 | Cherry Bomb       | «0 Mile»                         |
| 2018 | NCT 127 | NCT 2018 Empathy  | «Baby Don’t Stop»                |
| 2018 | NCT 127 | NCT 2018 Empathy  | «Black on Black»                 |
| 2018 | NCT 127 | NCT 2018 Empathy  | «Yestoday»                       |
| 2018 | NCT U   | NCT 2018 Empathy  | «Boss»                           |
| 2018 | NCT 127 | Regular-Irregular | «City 127 (지금 우리)»           |
| 2018 | NCT 127 | Regular-Irregular | «Come Back (악몽)»               |
| 2018 | NCT 127 | Regular-Irregular | «My Van (내 Van)»                |
| 2018 | NCT 127 | Regular-Irregular | «Regular»                        |
| 2018 | NCT 127 | Regular-Irregular | «Welcome To My Playground»       |
| 2019 | Тхэён   | сингл вне альбома | «Long Flight»                    |

## Фильмография

### Телевизионные шоу
| Год  | Название             | Телеканал | Примечания         | Ссылка |
| ---- | -------------------- | --------- | ------------------ | ------ |
| 2014 | EXO 90:2014          | Mnet      | Повторяющаяся роль | [ 41 ] |
| 2018 | Food Diary           | tvN       | Регулярный каст    | [ 42 ] |
| 2021 | Street Woman Fighter | Mnet      | Судья              | [ 43 ] |
| 2022 | Any Body Can Dance   | Mnet      | Ведущий            | [ 33 ] |